# Ann Griffiths

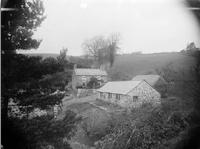
Dolwar Fach, la casa on visqué Ann Griffiths tota la seva vida

Ann Griffiths (Llanfihangel-yng-Ngwynfa, Gal·les, primavera del 1776 – agost del 1805) va ser una escriptora d'himnes religiosos metodistes, i hom l'ha considerada una de les grans figures de la literatura gal·lesa.

## Biografia
Nascuda Ann Thomas, filla d'un pagès d'un poble de la regió gal·lesa de Powys, va ser batejada el 21 d'abril del 1776. La seva mare morí quan Ann tenia disset anys, i hagué de tenir cura de la casa d'aleshores endavant. Encara que cresqué en la fe anglicana, després d'oir el predicador Benjamin Jones de Pwllheli el 1796 es convertí al metodisme en una intensa experiència espiritual. Dos anys més tard, la casa familiar Dolwar Fach ja tenia anomenada com un dels grans centres de predicació metodista, i fou declarat lloc de pregària el 1803.
En morir el seu pare el 1804, es casà amb Thomas Griffiths, un pagès de Meifod que era alhora ministre metodista; continuà vivint a Dolwar Fach. Al juliol de l'any següent tingueren una filla, que només visqué dues setmanes. De salut fràgil, poc després moria la mare, que fou enterrada a Llanfihangel-yng-Ngwynfa.

### Obres
Ann Griffiths deixà uns 70 poemes en gal·lès que formen uns 30 himnes religiosos, tots posteriors al 1802; es considera que foren poesies escrites per al mateix recolliment, i no per a ser cantades públicament en els oficis (tanmateix, és acceptat a Gal·les que el nivell d'aquestes peces només ha estat superat pel poeta i predicador William Williams Crwys). En morir l'autora, la seva ex-minyona i confident Ruth Evans recità els himnes al seu espòs, el predicador John Hughes de Pontrobert, que els transcrigué. A l'any següent, una selecció (força) revisada en va ser publicada pel reverend Thomas Charles amb el títol Casgliad o Hymnau (=Col·lecció d'himnes). Durant la resta del segle xix aquests himnes foren reeditats sovint, però no fou fins al 1905 quan O.M.Edwards publicà la biografia i antologia Gwaith Ann Griffiths (Les obres d'Ann Griffiths) que els textos originals de les cartes i les poesies foren accessibles al públic en una versió fidel a la transcripció original de Hughes.
El crític literari Saunders Lewis descrigué el seu poema més extens com "una de les cançons majestuosos de la poesia religiosa europea", i el gran escriptor gal·lès R. S. Thomas li dedicà el poema epònim Fugue for Ann Griffiths (1986). En la cerimònia d'entronització de Rowan Williams com a arquebisbe de Canterbury el 2003, aquest hi feu cantar la seva pròpia traducció de l'himne Yr Arglwydd Iesu (El Senyor Jesús).

### Textos originals
- Casgliad o Hymnau Bala: R. Saunderson, 1806 (Diverses reimpressions)
- Robert Jones Grawn-sypiau Canaan R. Saunderson, 1806. Antologia d'himnes, amb alguns de Griffiths
- Owen M. Edwards, int Gwaith Ann Griffiths Llanuwchllyn: Ab Owen, 1905. Obres (quasi) completes

### Estudis
- Alan Gaunt, Alan Luff, Kathryn Jenkins Hymns and letters - Ann Griffiths London: Stainer & Bell, 1999. Biografia, traducció a l'anglès de les cartes i traducció i musicació dels himnes
- Arthur MacDonald Allchin Women of Prayer: Ann Griffiths and Elizabeth of the Trinity Oxford: SLG Press, 1992. ISBN 0-7283-0131-8
- David Tecwyn Evans Ann Griffiths (1776-1805) Dinbych: Gwasg Gee, 1955
- Edward Griffiths Ann Griffiths: ei llythyrau a'i hemynau, ynghyd a byr-nodiad ar ei bywyd a'i gweithiau Caernarfon: Cyhoeddedig yn Llyfrfa y Cyfundeb, 1903
- John Hughes Cofiant Mrs. Ann Griffiths, Dolwar Fechan, plwyf Llanfihangelyngwnfa Llanfyllin: Argraffwyd gan John D. Jones, 1847
- E. Wyn James, 'Cushions, Copy-books and Computers: Ann Griffiths (1776-1805), Her Hymns and Letters and Their Transmission', Bulletin of the John Rylands Library, 90:2 (Autumn 2014), 163-83. ISSN 2054-9318.